# Frankenstein kehrt wieder
Frankenstein kehrt wieder (Originaltitel The Ghost of Frankenstein) ist ein US-amerikanischer Horrorfilm der Universal Studios aus dem Jahr 1942 und setzt die Universal-Frankenstein-Reihe fort. Erstmals wurde das Monster nicht von Boris Karloff gespielt, stattdessen schlüpfte Lon Chaney jun. in die Rolle der künstlich erschaffenen Kreatur. Der Film startete am 3. März 1950 in den österreichischen Kinos.

## Handlung
Ygor, der vor Jahren von Wolf Frankenstein niedergeschossen wurde, lebt noch immer in den Ruinen der Burg Frankenstein und sucht nach dem Monster, das in die brodelnde Schwefelgrube gestürzt ist. In einer stürmischen Nacht mit Blitz und Donner wird er schließlich fündig: Die unzerstörbare „Kreatur“ hat ebenfalls überlebt, enorm geschwächt.
Der Bucklige hat bereits eine Idee, wie er seinem Freund zu alter Stärke verhelfen kann. Gemeinsam machen sie sich auf den Weg in das Städtchen Vasaria, wo der zweite Sohn des alten Baron Frankenstein, Dr. Ludwig Frankenstein, als Arzt und Leiter einer Anstalt für Geistesgestörte lebt und arbeitet.
Kaum sind Ygor und sein Begleiter in Vasaria angekommen, freundet das Monster sich mit einem kleinen Mädchen an und tötet dabei zwei Bewohner, wonach er überwältigt und gefangen genommen wird.
Ygor sucht daraufhin Dr. Frankenstein auf und droht, ihn öffentlich bloßzustellen, wenn er ihm nicht hilft, die Kreatur wieder zu befreien und zu heilen.
Das Monster wird vor Gericht gestellt, wo es im Laufe der Verhandlung ausbricht und mit Ygor in die Anstalt von Dr. Frankenstein flüchtet. Dabei tötet das Monster den Assistenten Dr. Kettering.
Durch den Einsatz von Betäubungsgas kann Dr. Frankenstein ihn und Ygor überwältigen.
Eine Vision seines verstorbenen Vaters erweckt seine wissenschaftliche Neugier, und so macht Ludwig sich zusammen mit seinem Kollegen Dr. Bohmer daran, das Gehirn des Monsters auszutauschen. Als Ygor sein eigenes Gehirn für die Transplantation anbietet, schickt Dr. Frankenstein ihn weg: Er ist nicht bereit, einem Halunken einen unbesiegbaren Körper zu schenken.
Stattdessen will er dem Geschöpf das Gehirn von Dr. Kettering einsetzen, da dieser ein Mensch mit Charakter und Wissbegierde war. Frankenstein setzt das Gehirn ein und das Geschöpf schlägt tatsächlich wenige Stunden später die Augen auf. Jedoch spricht es mit der Stimme von Ygor.
Dieser hat sich mit Dr. Bohmer verbündet, welcher schon seit langem eifersüchtig auf Frankensteins Erfolg ist, der ihm wegen eines vor langer Zeit begangenen Kunstfehlers verwehrt blieb. Ygor hat ihm Macht, Ruhm und Reichtum versprochen, wenn er die Gehirne vertauscht, sodass der Bucklige im Körper des Monsters unsterblich werden kann.
Als Ygor Dr. Bohmer anweist, Gas in das Haus zu leiten, um die eindringenden Bewohner zu töten, erblindet er plötzlich. Frankenstein erklärt, dass Ygor und die Kreatur verschiedene Blutgruppen hätten und deswegen die Sinnesnerven nicht versorgt würden. Ygor wird rasend und schleudert Dr. Bohmer in seinem Wüten gegen eines der Starkstromaggregate, um dann das Labor in Trümmer zu schlagen, wodurch dieses in Brand gerät.
Elsa Frankenstein entkommt dank der Hilfe ihres Verlobten Erik dem Feuer, während die Kreatur, Dr. Bohmer und Dr. Frankenstein unter den brennenden Trümmern begraben werden.

## Fortsetzungen
Frankenstein kehrt wieder sollten noch mehrere weitere Fortsetzungen folgen, darunter die Komödie Abbott und Costello treffen Frankenstein, für die Stars wie Lon Chaney jun., Bela Lugosi und Glenn Strange ihre Paraderollen als Wolfsmensch, Dracula und Frankensteins Monster parodieren und die gleichzeitig den Abschluss der Frankenstein-Reihe von Universal bildet.
- 1943: Frankenstein trifft den Wolfsmenschen, Regie: Roy William Neill, Hauptrolle: Lon Chaney jun., Ilona Massey, Lionel Atwill und Bela Lugosi als Kreatur
- 1944: Frankensteins Haus, Regie: Erle C. Kenton, Hauptrolle: Boris Karloff, Lon Chaney jun., John Carradine und Glenn Strange als Kreatur
- 1945: Draculas Haus, Regie: Erle C. Kenton, Hauptrolle: Lon Chaney jun., John Carradine, Onslow Stevens und Glenn Strange als Kreatur
- 1948: Abbott und Costello treffen Frankenstein, Regie: Charles Barton, Hauptrolle: Abbott & Costello, Lon Chaney jun., Bela Lugosi und Glenn Strange als Kreatur

## DVD-Veröffentlichung
Frankenstein kehrt wieder ist in der The Monster Legacy DVD Collection erstmals in deutscher Sprache erhältlich. Die DVD-Kollektion enthält auch die komplette Frankenstein-Reihe von Universal.
- The Monster Legacy DVD Collection. Universal Pictures, 14. Oktober 2004.

## Sonstiges
- Angeblich war das Maskenteil, das Lon Chaney jun. in Frankenstein kehrt wieder tragen musste, enorm unangenehm. Es saß direkt auf seiner Stirn und drückte permanent auf die Augen, worüber er sich mehrfach beklagte. Einmal bat er darum, dass ihm das Maskenteil abgenommen werden solle, doch hörte man nicht auf ihn. Verärgert riss er sich den Make-up-Aufbau selbst herunter und damit eine klaffende Wunde in die Stirn. Die Dreharbeiten mussten für mehrere Tage unterbrochen werden.
- Nachdem Boris Karloff, der zu dieser Zeit in dem Broadway-Hit Arsen und Spitzenhäubchen spielte, kein Interesse daran hatte, erneut in die Rolle von Frankensteins Monster zu schlüpfen, beschloss Produzent George Waggner, dass das charakteristische Aussehen der Kreatur sich nicht verändern dürfe. Er war in Sorge, dass einerseits der Erfolg ohne Karloff ausbleiben könnte und andererseits, dass das Publikum keine Änderung am Erscheinungsbild des populären Monsters akzeptieren würde.
- Der erste Drehbuchentwurf von Eric Taylor wurde von Universal als zu deprimierend angesehen. So wurde der renommierte Autor Scott Darling beauftragt, das Skript zu überarbeiten.
- Wegen der überraschenden Beliebtheit, die Bela Lugosis Rolle entgegengebracht wurde, durfte er in Frankenstein kehrt wieder ebenfalls als Ygor zurückkehren.
- Chaney jun. wurde bereits gecastet, als er noch mit den Dreharbeiten von Der Wolfsmensch beschäftigt war.
- In den Drehpausen von Frankenstein kehrt wieder lud Chaney jun. die Kinder am Set häufig zum Eiscreme essen ein, um ihnen zu zeigen, dass „das Monster“ nicht wirklich böse ist.